# Schwenckia
Genre
Schwenckia est un genre de plantes de la famille des Solanaceae.

## Liste d'espèces
Selon NCBI (24 mars 2012) :
- Schwenckia americana
- Schwenckia glabrata
- Schwenckia lateriflora